# 95 Virginis
95 Virginis är en gulvit jätte i Jungfruns stjärnbild.
Stjärnan har visuell magnitud +5,45 och synlig för blotta ögat vid god seeing. Den befinner sig på ett avstånd av ungefär 190 ljusår.